# 施泰拉峰

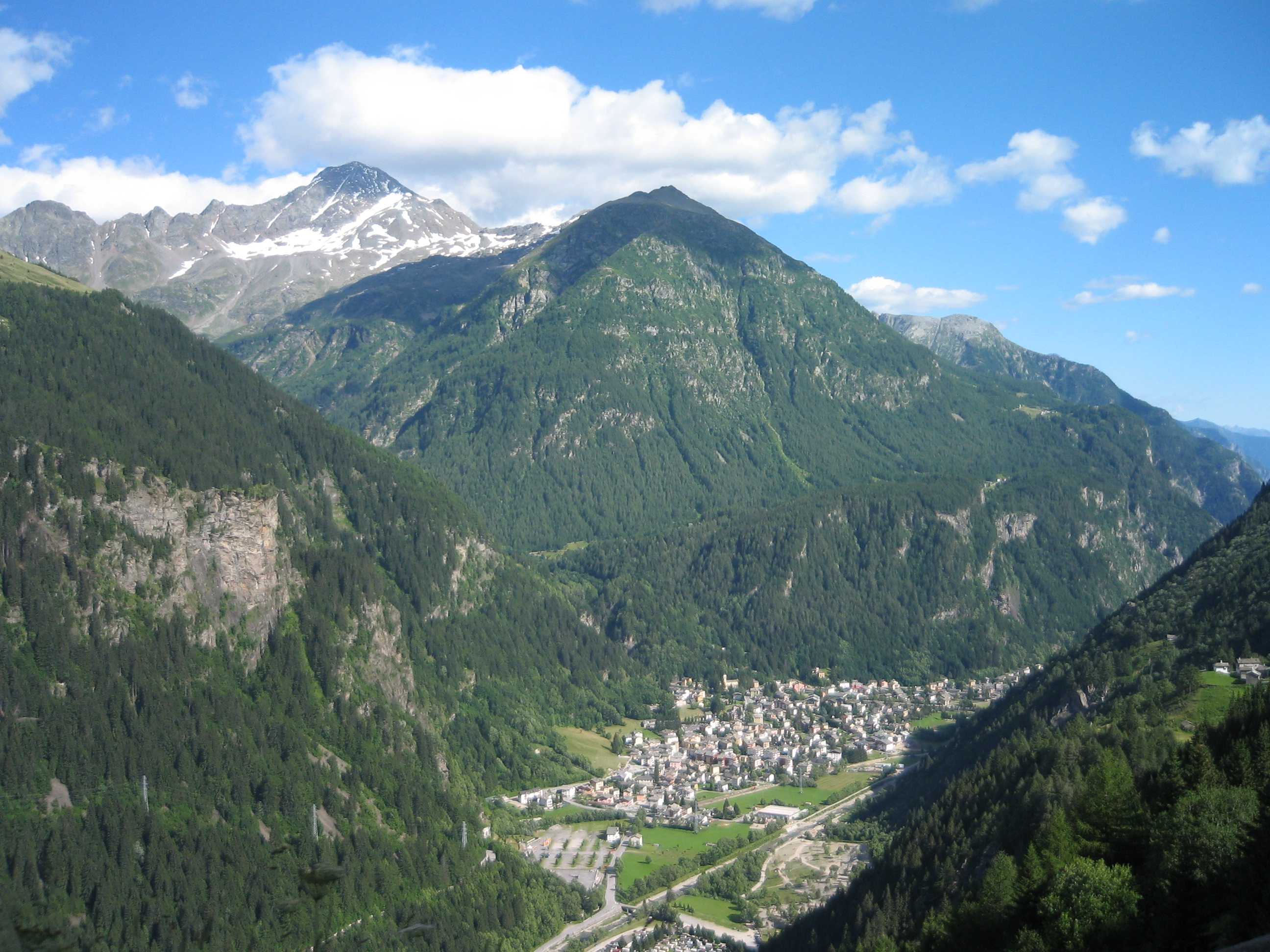

46°22′53″N 9°25′17″E / 46.38139°N 9.42139°E
施泰拉峰（義大利語：Pizzo Stella），是意大利的山峰，位於該國北部，由倫巴第大區負責管轄，屬於雷蒂亞山脈的一部分，海拔高度3,163米，每年平均降雨量1,851毫米，人類在1865月9月7日首次登頂。